# Lysiosquillina
Lysiosquillina is een geslacht van kreeftachtigen uit de klasse van de Malacostraca (hogere kreeftachtigen).

## Soorten
- Lysiosquillina glabriuscula (Lamarck, 1818)
- Lysiosquillina lisa Ahyong & Randall, 2001
- Lysiosquillina maculata (Fabricius, 1793)
- Lysiosquillina sulcata Manning, 1978